# 平野千果子
平野 千果子（ひらの ちかこ、1958年 - ）は、日本の歴史学者、西洋史研究者。武蔵大学人文学部ヨーロッパ文化学科教授。専門はフランスの植民地統治史。

## 略歴
東京都出身。1981年上智大学外国語学部フランス語学科卒業。パリ政治学院、パリ第一大学に留学。
1989年上智大学大学院外国語学研究科（国際関係論専攻）博士前期課程修了。1994年、鈴鹿国際大学国際学部専任講師となり、1998年より同大学助教授。2001年武蔵大学人文学部助教授となり、2004年より現職。
2014年、論文「フランス植民地主義と歴史認識」にて上智大学より博士（地域研究）の学位を取得。日仏会館理事。

## 著書

### 単著
- 『フランス植民地主義の歴史：奴隷制廃止から植民地帝国の崩壊まで』人文書院、2002年。ISBN 978-4-409-51049-0
- 『フランス植民地主義と歴史認識』岩波書店、2014年１月23日。ISBN 978-4-00-024693-4
- 『アフリカを活用する：フランス植民地からみた第一次世界大戦』人文書院〈レクチャー　第一次世界大戦を考える〉、2014年10月28日。ISBN 978-4-409-51121-3
- 『人種主義の歴史』岩波書店〈岩波新書〉、2022年。ISBN 978-4-00-431930-6

### 編著
- 『新しく学ぶフランス史』ミネルヴァ書房、2019年。ISBN 978-4-623-08598-9

### 訳書
- グザヴィエ・ヤコノ『フランス植民地帝国の歴史』（白水社〈文庫クセジュ〉、1998年）ISBN 978-4-560-05798-8
- リン・ハント『フランス革命と家族ロマンス』（西川長夫・天野知恵子との共訳）（平凡社〈テオリア叢書〉、1999年）ISBN 978-4-582-74424-8
- マルク・ブロック『奇妙な敗北：1940年の証言』（岩波書店、2007年）ISBN 978-4-00-022559-5
- N．バンセル、P．ブランシャール、F．ヴェルジェス『植民地共和国フランス』（菊池恵介との共訳）（岩波書店、2011年９月27日）ISBN 978-4-00-023497-9

## 論文
※単著に収録されたものは除く

### 単行本所収論文
- 「非ヨーロッパ圏から考えるヨーロッパ」（武蔵大学人文学部ヨーロッパ比較文化学科編『ヨーロッパ学入門』朝日出版社、2005年 / 改訂版、2007年）改訂版：ISBN　978-4-255-00410-5
- 「フランスの事例にみる「植民地忘却」を考える」（西川長夫・高橋秀寿編『グローバリゼーションと植民地主義』人文書院、2009年）ISBN 978-4-409-24081-6
- 「統合ヨーロッパのなかの植民地」（廣田功編『欧州統合の半世紀と東アジア共同体』日本経済評論社、2009年）ISBN 978-4-8188-2053-1
- 「フランス植民地帝国と離散」（駒井洋・江成幸編著『ヨーロッパ・ロシア・アメリカのディアスポラ』明石書店〈叢書グローバル・ディアスポラ・4〉、2009年）ISBN 978-4-7503-3095-2